# Greene-Halbinsel
Die Greene-Halbinsel ist eine gebirgige Halbinsel an der Nordküste Südgeorgiens. Sie trennt den Moraine Fjord von der Cumberland East Bay.
Das UK Antarctic Place-Names Committee benannte sie 1979 nach dem britischen Bryologen Stanley Wilson Greene (1928–1989), der ab 1960 auf Südgeorgien tätig war und von 1969 bis 1979 für den British Antarctic Survey gearbeitet hatte.